# Hard Volume
Hard Volume è il secondo album in studio del gruppo musicale statunitense Rollins Band, pubblicato nel 1989.

## Tracce
1. Hard – 4:06
2. What Have I Got – 4:58
3. I Feel Like This – 4:26
4. Planet Joe – 4:18
5. Love Song – 6:22
6. Turned Inside Out – 6:24
7. Down and Away – 8:20
8. Joy Riding with Frank - 32:04

## Formazione
- Henry Rollins – voce
- Chris Haskett – chitarra
- Andrew Weiss – basso
- Sim Cain – batteria